# Vladimir Nazarov
Vladimir Nazarov (russisk: Владимир Васильевич Назаров) (født 24. februar 1952 i Novomoskovsk i Sovjetunionen) var en sovjetisk filminstruktør og skuespiller.

## Filmografi
- Khozjain tajgi (Хозяин тайги, 1968)[2][3]